# نورافشان، تاجیکستان
نورافشان (به لاتین: Nurafshon) یک منطقهٔ مسکونی در تاجیکستان است که در ناحیه اسفره واقع شده‌است. نورافشان ۱٬۶۰۰ نفر جمعیت دارد.